# Vega de Villalobos
Vega de Villalobos est une municipalité espagnole de la communauté autonome de Castille-et-León et de la province de Zamora. En 2021, elle compte 92 habitants.